# A röntgénium izotópjai
A röntgéniumnak (Rg) nincs stabil izotópja, így standard atomtömege nem adható meg.

## Táblázat
| Az izotóp jele | Z(p)                | N(n)                | Az izotóp tömege (u) | felezési idő              | magspin | jellemző izotóp- összetétel (móltört) | természetes ingadozás (móltört) |
| Az izotóp jele | gerjesztési energia | gerjesztési energia | gerjesztési energia  | felezési idő              | magspin | jellemző izotóp- összetétel (móltört) | természetes ingadozás (móltört) |
| -------------- | ------------------- | ------------------- | -------------------- | ------------------------- | ------- | ------------------------------------- | ------------------------------- |
| 272Rg          | 111                 | 161                 | 272,15362(36)#       | 2,0(8) ms [3,8(+14−8) ms] | 5+#,6+# |                                       |                                 |
| 273Rg          | 111                 | 162                 | 273,15368(65)#       | 5# ms                     |         |                                       |                                 |
| 274Rg          | 111                 | 163                 | 274,15571(66)#       | 6,4(+307−29) ms           |         |                                       |                                 |
| 275Rg          | 111                 | 164                 | 275,15614(74)#       | 10# ms                    |         |                                       |                                 |
| 276Rg          | 111                 | 165                 | 276,15849(67)#       | 100# ms                   |         |                                       |                                 |
| 277Rg          | 111                 | 166                 | 277,15952(66)#       | 1# s                      |         |                                       |                                 |
| 278Rg          | 111                 | 167                 | 278,16160(68)#       | 1# s                      |         |                                       |                                 |
| 279Rg          | 111                 | 168                 | 279,16247(71)#       | 0,17(+81−8) s             |         |                                       |                                 |
| 280Rg          | 111                 | 169                 | 280,16447(80)#       | 3,6(+43−13) s             |         |                                       |                                 |
| 281Rg          | 111                 | 170                 | 281,16537(100)#      | 1# perc                   |         |                                       |                                 |
| 282Rg          | 111                 | 171                 | 282,16749(95)#       | 4# perc                   |         |                                       |                                 |
| 283Rg          | 111                 | 172                 | 283,16842(84)#       | 10# perc                  |         |                                       |                                 |

## Fordítás
Ez a szócikk részben vagy egészben az Isotopes of roentgenium című angol Wikipédia-szócikk ezen változatának fordításán alapul.  Az eredeti cikk szerkesztőit annak laptörténete sorolja fel. Ez a jelzés csupán a megfogalmazás eredetét és a szerzői jogokat jelzi, nem szolgál a cikkben szereplő információk forrásmegjelöléseként.